# Karl Grünberg
Karl Grünberg (Stralsund, 16 luglio 1875 – Bonn, 25 novembre 1932) è stato un patologo tedesco, noto per la sua ricerca sull'anatomia patologica del labirinto osseo dell'orecchio.
Ha studiato medicina in diverse università tedesche, ricevendo il dottorato all'Università di Greifswald, nel 1897 con la tesi Fälle von perforierendem Sarkom des Schädels. Nel 1908 ottenne la sua abilitazione per l'otologia, rinologia e laringoiatria presso l'Università di Rostock, dove in seguito è diventato professore. Dal 1924 al 1932 è stato professore ordinario di otorinolaringoiatria presso l'Università di Bonn.

## Pubblicazioni principali
- Beiträge zur Kenntnis der Labyrintherkrankungen, 1908.
- Handbuch der pathologischen Anatomie des menschlichen Ohres (1917; con Wilhelm Lange-Eichbaum, Paul Manasse).
- Die otitischen Erkrankungen des Hirns, der Hirnhäute und der Blutleiter (5ª edizione, 1925; con Otto Körner).
- Lehrbuch der Ohren-, Nasen- und Kehlkopf-Krankheiten. Nach klinischen Vorträgen für Studierende und Ärzte (12°, 1930; con Otto Körner).[2]